# Mappe (beholder)
 For alternative betydninger, se Mappe. (Se også artikler, som begynder med Mappe)
En mappe er en kasseformet beholder lavet af et mere eller mindre fleksibelt materiale. En mappe er hovdsageligt beregnet til transport af papirer og andre dokumenter – og udstyret med et håndtag.